# أولاد علال (لحوازة)
أولاد علال هي إحدى مشيخات المملكة المغربية، تتبع جغرافيا لإقليم سطات وإداريًا للحوازة. يقدر عدد سكانها بـ 2090 نسمة حسب الإحصاء الرسمي للسكان والسكنى لسنة 2004.